# HD 49933
HD 49933 è una stella bianco-gialla nella sequenza principale di magnitudine 5,78 situata nella costellazione dell'Unicorno. Dista 98 anni luce dal sistema solare.

## Osservazione
Si tratta di una stella situata nell'emisfero celeste boreale, ma molto in prossimità dell'equatore celeste; ciò comporta che possa essere osservata da tutte le regioni abitate della Terra senza alcuna difficoltà e che sia invisibile soltanto nelle aree più interne del continente antartico. Nell'emisfero nord invece appare circumpolare solo molto oltre il circolo polare artico. La sua magnitudine pari a 5,8 la pone al limite della visibilità ad occhio nudo, pertanto per essere osservata senza l'ausilio di strumenti occorre un cielo limpido e possibilmente senza Luna.
Il periodo migliore per la sua osservazione nel cielo serale ricade nei mesi compresi fra dicembre e maggio; da entrambi gli emisferi il periodo di visibilità rimane indicativamente lo stesso, grazie alla posizione della stella non lontana dall'equatore celeste.

## Caratteristiche fisiche
La stella è una bianco-gialla nella sequenza principale; possiede una magnitudine assoluta di 3,4 e la sua velocità radiale positiva indica che la stella si sta allontanando dal sistema solare.

## Sistema stellare
HD 49933 è un sistema stellare formato da due componenti. La componente principale A è una stella di magnitudine 5,78. La componente B è di magnitudine 11,3, separata da 5,9 secondi d'arco da A e con angolo di posizione di 030 gradi. Data la bassa luminosità, la compagna dovrebbe essere una debole nana rossa, distanziata da A di 190 UA.